# Diocesi di Coxim
La diocesi di Coxim (in latino Dioecesis Coxinensis) è una sede della Chiesa cattolica in Brasile suffraganea dell'arcidiocesi di Campo Grande. Nel 2023 contava 115.700 battezzati su 115.700 abitanti. È retta dal vescovo Otair Nicoletti.

## Territorio
La diocesi comprende 11 comuni nella parte settentrionale dello stato brasiliano del Mato Grosso do Sul: Coxim, Alcinópolis, Camapuã, Costa Rica, Figueirão, Paraíso das Águas, Pedro Gomes, Rio Negro, Rio Verde de Mato Grosso, São Gabriel do Oeste e Sonora.
Sede vescovile è la città di Coxim, dove si trova la cattedrale di San Giuseppe.
Il territorio si estende su una superficie di 51.000 km² ed è suddiviso in 14 parrocchie.

## Storia
La prelatura territoriale di Coxim fu eretta il 3 gennaio 1978 con la bolla Qui ad beatissimi di papa Paolo VI, ricavandone il territorio dalla diocesi di Campo Grande (oggi arcidiocesi).
Originariamente suffraganea dell'arcidiocesi di Cuiabá, il 27 novembre dello stesso anno entrò a far parte della provincia ecclesiastica dell'arcidiocesi di Campo Grande.
Il 17 aprile 1983 è stato inaugurato il seminario vescovile, intitolato a Cristo Sacerdote.
Il 13 novembre 2002 la prelatura territoriale è stata elevata a diocesi con la bolla Cum Praelatura di papa Giovanni Paolo II.

## Cronotassi dei vescovi
Si omettono i periodi di sede vacante non superiori ai 2 anni o non storicamente accertati.
- Clóvis Frainer, O.F.M.Cap. † (3 gennaio 1978 - 5 gennaio 1985 nominato arcivescovo di Manaus)
- Ângelo Domingos Salvador, O.F.M.Cap. † (16 maggio 1986 - 17 luglio 1991 nominato vescovo di Cachoeira do Sul)
- Osório Bebber, O.F.M.Cap. † (18 gennaio 1992 - 17 marzo 1999 nominato vescovo di Joaçaba)
- Antonino Migliore (10 maggio 2000 - 19 ottobre 2022 ritirato)
- Otair Nicoletti, dal 19 ottobre 2022

## Statistiche
La diocesi nel 2023 su una popolazione di 161.000 persone contava 115.700 battezzati, corrispondenti al 71,9% del totale.
| anno | popolazione | popolazione | popolazione | presbiteri | presbiteri | presbiteri | presbiteri                | diaconi | religiosi | religiosi | parrocchie |
| anno | battezzati  | totale      | %           | numero     | secolari   | regolari   | battezzati per presbitero | diaconi | uomini    | donne     | parrocchie |
| ---- | ----------- | ----------- | ----------- | ---------- | ---------- | ---------- | ------------------------- | ------- | --------- | --------- | ---------- |
| 1980 | 122.700     | 133.000     | 92,3        | 13         |            | 13         | 9.438                     |         | 14        | 4         | 8          |
| 1990 | 133.000     | 153.000     | 86,9        | 18         | 4          | 14         | 7.388                     |         | 15        | 20        | 11         |
| 1999 | 183.000     | 215.000     | 85,1        | 18         | 7          | 11         | 10.166                    |         | 11        | 22        | 11         |
| 2000 | 185.000     | 218.000     | 84,9        | 19         | 8          | 11         | 9.736                     |         | 11        | 22        | 11         |
| 2001 | 100.000     | 124.999     | 80,0        | 17         | 8          | 9          | 5.882                     |         | 9         | 17        | 11         |
| 2002 | 100.000     | 124.999     | 80,0        | 16         | 9          | 7          | 6.250                     |         | 14        | 17        | 13         |
| 2003 | 95.000      | 130.000     | 73,1        | 16         | 9          | 7          | 5.937                     |         | 7         | 15        | 13         |
| 2004 | 95.000      | 130.000     | 73,1        | 16         | 10         | 6          | 5.937                     |         | 12        | 17        | 13         |
| 2006 | 92.000      | 131.500     | 70,0        | 17         | 10         | 7          | 5.411                     |         | 14        | 20        | 13         |
| 2013 | 96.800      | 140.000     | 69,1        | 18         | 16         | 2          | 5.377                     | 1       | 3         | 18        | 14         |
| 2016 | 110.000     | 154.000     | 71,4        | 18         | 16         | 2          | 6.111                     | 1       | 3         | 14        | 14         |
| 2019 | 112.600     | 157.600     | 71,4        | 20         | 16         | 4          | 5.630                     | 1       | 4         | 20        | 14         |
| 2021 | 114.400     | 159.240     | 71,8        | 22         | 19         | 3          | 5.200                     | 1       | 3         | 13        | 14         |
| 2023 | 115.700     | 161.000     | 71,9        | 24         | 22         | 2          | 4.820                     | 1       | 2         | 16        | 14         |